# Municipio de Monroe (condado de Wyoming)
El municipio de Monroe (en inglés: Monroe Township) es un municipio ubicado en el condado de Wyoming en el estado estadounidense de Pensilvania. En el año 2000 tenía una población de 1.836 habitantes y una densidad poblacional de 34 personas por km².

## Geografía
El municipio de Monroe se encuentra ubicado en las coordenadas 41°25′00″N 76°00′59″O / 41.41667, -76.01639.

## Demografía
Según la Oficina del Censo en 2000 los ingresos medios por hogar en la localidad eran de $36,094 y los ingresos medios por familia eran $42,188. Los hombres tenían unos ingresos medios de $30,789 frente a los $22,798 para las mujeres. La renta per cápita para la localidad era de $18,177. Alrededor del 8,1% de la población estaban por debajo del umbral de pobreza.